# 이성구 (1895년)
이성구(李成九, 1895년 2월 12일 ~ 1973년 1월 7일)는 대한민국의 독립운동가이다.

## 생애
1895년, 경기도 수원에서 태어났다. 1919년 3·1운동 당시 3월 29일 장날을 이용하여 김경도, 이규선, 유진홍, 이낙순 등과 함께 장터에서 독립만세시위를 벌였다. 일본 경찰에 의해 유진홍과 이낙순이 강제로 연행되자 그는 주재소로 가서 김경도와 함께 시위 대표로 면담하고 나서 두 사람은 석방되었다. 이후 면장 유진렬이 시위 참가를 거부하자 면사무소의 기물, 일본인 주택을 파괴하는 행위 등에 전개하다 경성복심법원에서 소요 및 보안법 위반으로 징역 1년 8개월형을 선고받았다.

## 서훈
그는 사후 공적을 인정받아 대한민국 정부로부터 1977년에 대통령 표창, 1990년에는 건국훈장 애족장이 각각 추서되었다.

## 방계 친척 관계
가수 겸 작곡가 신해철은 그의 외증손자이다.

## 참고 자료
- 독립유공자 공훈록 - 이성구 보관됨 2016-03-04 - 웨이백 머신
- 대한민국 국가보훈처 공훈록 - 이성구 前 한국독립당 대표행정자치연대위원 보관됨 2017-12-22 - 웨이백 머신